# Christopher Logue
Christopher Logue (Portsmouth, 23 novembre 1926 – 2 dicembre 2011) è stato un poeta inglese, associato al movimento poetico British Poetry Revival. Ha anche scritto per il teatro e il cinema così come ha lavorato in un certo numero di film. Sono sue le sceneggiature di Messia selvaggio (1972) e The End of Arthur's Marriage.

## Carriera
È stato per molto tempo collaboratore della rivista Private Eye e della rivista letteraria di Alexander Trocchi Merlin.
Logue divenne noto con un adattamento di Pablo Neruda "Veinte poemas de amor y una canciòn desesperada", poi pubblicato come una registrazione extended play, "Red Bird: Jazz and Poetry", accompagnato da un gruppo jazz guidato da Tony Kinsey.
La sua più grande opera poetica è un progetto, iniziato negli anni 1960 e non terminato, per rendere l'Iliade di Omero in un linguaggio modernista. Questo lavoro è pubblicato in una serie di piccoli libri, che di solito corrispondono a due o tre canti del testo originale. 
I volumi pubblicati sono: Patrocleia (1962), Pax (1967), War Music (1981, che è stato candidato per l'International Griffin Poetry Prize nel 2002), All Day Permanent Red(2003) e Cold Calls (2005, con cui ha vinto il Whitbread Poetry Award nel 2005).
Ha anche pubblicato un'autobiografia intitolata Prince Charming  (1999).
Nel 1960 Logue è stato tra i firmatari del Committee of 100, gruppo a sostegno della Campagna per il disarmo nucleare, fondato da Bertrand Russell.
I suoi versi tendono ad essere brevi, concisi e spesso politici, come in Song of Autobiography :
(da Songs, London, Hutchinson, 1959, p. 12.)
Ha scritto il distico che è cantato all'inizio e alla fine del film del 1965 A High Wind in Jamaica , la sceneggiatura di Savage Messiah  (1972), una versione televisiva dell'Antigone (1962), e un episodio per la serie TV The Wednesday Play  intitolato The End of Arthur's Marriage  (1965).
È anche apparso in diversi film come attore, tra questi: nel film di Ken Russell del 1971 I diavoli come cardinale Richelieu e il fanatico mangia-spaghetti nel film del 1977 Jabberwocky  di Terry Gilliam.
Logue collaborò negli anni 1940 con la casa editrice Olympia Press sotto lo pseudonimo di Conte Palmiro Vicarion, pubblicando tra l'altro un romanzo pornografico, Lust.